# Classe De Zeven Provinciën (fregata)
Le fregate lanciamissili della Classe De Zeven Provinciën sono delle modernissime unità multiruolo olandesi conosciute anche come Luchtverdedigings-en commandofregat, cioè fregata di difesa aerea e comando. Sebbene classificate come fregate dalla marina olandese sono a tutti gli effetti cacciatorpediniere per stazza e armamento.

## Progetto
Le navi sono concepite con una ridotta osservabilità radar come le altre classi di navi contemporanee, ed hanno un radar di tipo AESA (Active Electronically Scanned Array); precisamente il modello in questione è costruito dalla Thales e si chiama Active Phased Array Radar (APAR), di tipo 3D Multifunzione (cioè in grado di controllare lo spazio e gestire il controllo fuoco) ed il primo ad essere stato montato su una classe di navi operative. Nel 2003 sono stati lanciati con successo dei missili Evolved Sea Sparrow (ESSM) e Standard SM-2 Block IIIA, dalla HNLMS De Zeven Provinciën al largo delle Azzorre.

## Unità
| Distintivo ottico | Nome                | Impostazione     | Varo           | Entrata in servizio |
| ----------------- | ------------------- | ---------------- | -------------- | ------------------- |
| F802              | De Zeven Provinciën | 1 settembre 1998 | 8 aprile 2000  | 26 aprile 2002      |
| F803              | Tromp               | 3 settembre 1999 | 7 aprile 2001  | 14 marzo 2003       |
| F804              | De Ruyter           | 1 settembre 2000 | 13 aprile 2002 | 22 aprile 2004      |
| F805              | Evertsen            | 3 settembre 2001 | 19 aprile 2003 | 10 giugno 2005      |